# Antonio Puerta
Antonio José Puerta Pérez (Sevilla, 26 de noviembre de 1984-Sevilla, 28 de agosto de 2007), conocido como Antonio Puerta, fue un futbolista español que cubría tanto la demarcación de defensa como la de centrocampista. Desarrolló toda su carrera deportiva en el Sevilla F. C., de la Primera División de España.

## Trayectoria
Nacido en Sevilla, en el barrio de Nervión, muy cerca del estadio Sánchez Pizjuán, Puerta militó en el equipo Nervión hasta que fue captado para los escalafones inferiores del Sevilla, club en el que desarrolló toda su carrera. Integró una hornada de importantes jugadores andaluces como Sergio Ramos, Jesús Navas, Alejandro Alfaro o Kepa Blanco. Con este último solía jugar como internacional sub-20, hasta que fue convocado con la absoluta.
Puerta debutó en Primera División el 21 de marzo de 2004, de la mano de Joaquín Caparrós, en un partido ante el Málaga Club de Fútbol.
En la temporada 2004-05, Puerta alternó presencias en el primer equipo con su participación en el filial. Al final de esa campaña, el sevillista tuvo un papel destacado en la obtención de la medalla de oro en los Juegos del Mediterráneo de Almería 2005 por parte de España, en los que participó junto a su compañero de club Kepa Blanco.
También llegó a jugar un partido con la selección andaluza, en diciembre de 2005 contra China.
La acción más recordada de Puerta, por su trascendencia histórica, es el gol que marcó el 27 de abril de 2006, que permitió abrir una serie de cinco títulos en 15 meses. Aquella noche, ante el Schalke 04 alemán, un lanzamiento cruzado con la zurda en la prórroga clasificó al Sevilla Fútbol Club para la primera final europea de su historia (1-0). Dos semanas más tarde, el club hispalense ganó al Middlesbrough Football Club (4-0) la final de la Copa de la UEFA, primer título del club en seis décadas.
Sus buenas actuaciones en Sevilla despertaron el interés de varios clubes europeos como el Arsenal FC, el Manchester United o el Real Madrid.

## Selección nacional
Fue convocado por la selección de fútbol sub-21 de España para disputar la Eurocopa Sub-21 de 2006 junto a Miguel Ángel Moyá, Andrés Iniesta, Fernando Llorente, Raúl Albiol, Cesc Fàbregas o David Silva, entre otros.
Asiduo desde entonces en las convocatorias de la selección española sub-21, Puerta tuvo la oportunidad de debutar como internacional absoluto en un partido oficial ante Suecia, en octubre de 2006. Curiosamente, Luis Aragonés lo citó debido a la lesión de otro producto de la cantera sevillista, José Antonio Reyes. En este partido España perdió 2-0.

## Fallecimiento

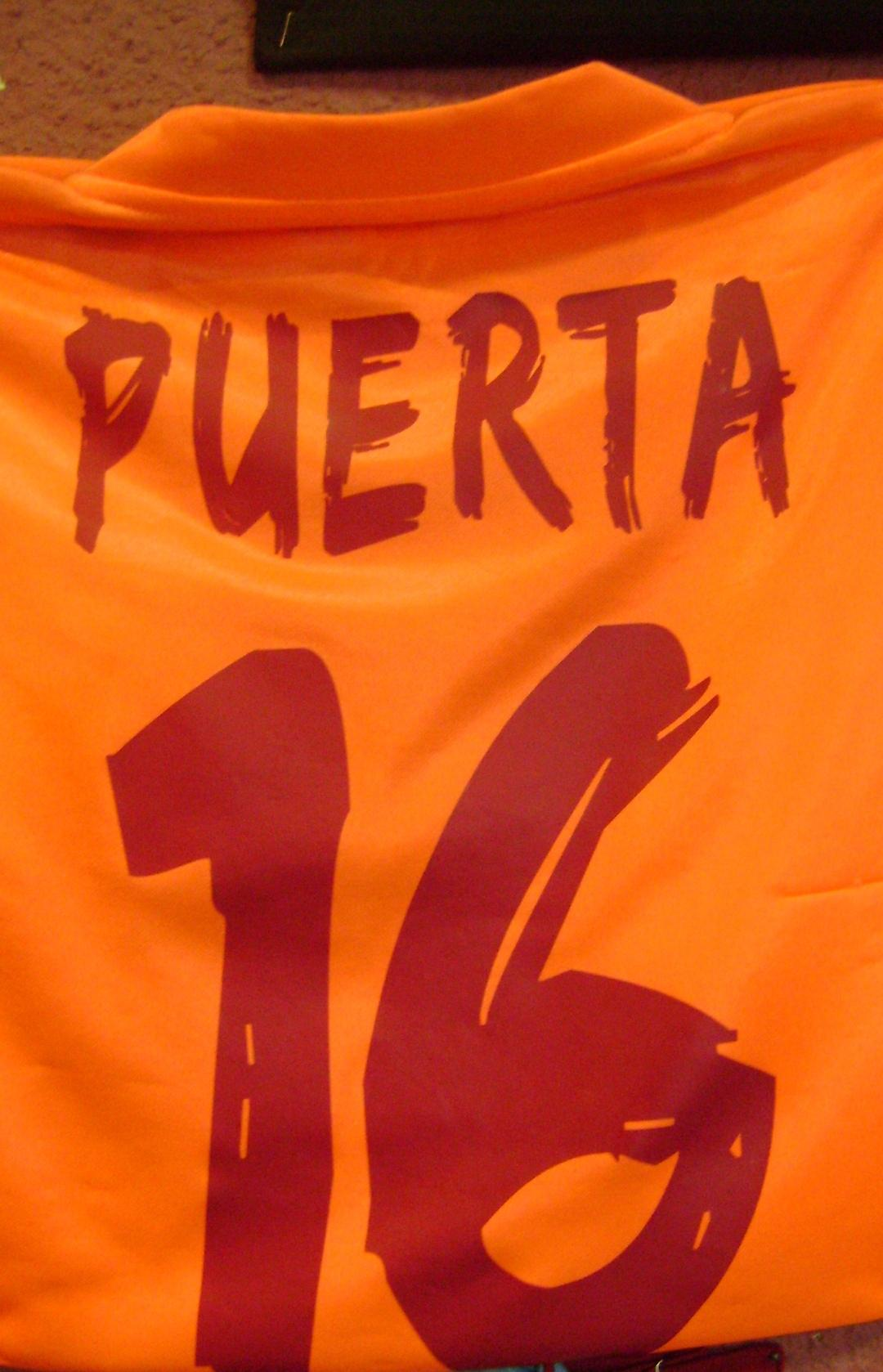
Camiseta de Antonio Puerta.

Puerta ya había sufrido al menos dos desmayos durante su carrera futbolística. Uno fue en el partido de celebración del centenario del Deportivo Badajoz el 25 de mayo de 2006; en el descanso se desmayó y se abrió una ceja en los vestuarios. El otro fue en un entrenamiento en la pretemporada del verano de 2007. Los equipos médicos del Sevilla le habían sometido a varias pruebas pero no encontraron nada.
El 25 de agosto de 2007, en el transcurso del partido entre Sevilla Fútbol Club y Getafe Club de Fútbol, que daba comienzo a la Liga Española, Antonio Puerta, en el minuto 28 de partido, sufrió un desmayo como consecuencia de un paro cardiorrespiratorio. Ivica Dragutinović le intentó sacar la lengua, de forma que no se la tragara. Pese a salir por su propio pie del terreno de juego, en los vestuarios volvió a sufrir cinco desmayos más. Fue reanimado gracias a un desfibrilador e ingresado en la Unidad de Cuidados Intensivos (UCI) del Hospital Universitario Virgen del Rocío de Sevilla, con «ventilación mecánica e inestabilidad hemodinámica».
Fuentes del hospital confirmaron que el jugador sevillista tuvo cinco paros cardiorrespiratorios en esa noche. A la mañana siguiente los médicos dijeron que estaba en situación «muy grave» y que temieron por su vida la noche anterior. El parte médico emitido por el equipo médico del Hospital Virgen del Rocío que atendió al jugador, señaló en aquel momento que «la situación del paciente, después de 36 horas de ingreso sigue siendo crítica, como consecuencia de los graves trastornos ocasionados por la parada cardíaca, incluyendo sufrimiento cerebral». La situación se agravaría con el paso de las horas.
Antonio Puerta falleció el 28 de agosto de 2007 a las 14:30 en la Unidad de Cuidados Intensivos (UCI) por una encefalopatía postanóxica (falta de nutrientes y oxígeno en el cerebro), causada por el shock cardiogénico en el que se encontraba. El diagnóstico final fue que falleció por una displasia arritmogénica del ventrículo derecho. Iba a ser padre, ya que su novia estaba embarazada de ocho meses, y que dio a luz el 21 de octubre.
La capilla ardiente se instaló en el antepalco del estadio del equipo sevillista, el Ramón Sánchez Pizjuán. El entierro se llevó a cabo a las 14:00 horas del 29 de agosto en el cementerio de San Fernando de Sevilla. El Gobierno de España anunció la concesión de la Medalla al Mérito Deportivo con carácter póstumo.
Su muerte unió en duelo a los dos equipos sevillanos, el Sevilla Fútbol Club y el Real Betis Balompié, que también homenajeó al futbolista fallecido. Otros de los equipos españoles que también mostraron su gran apoyo fueron el Real Madrid, Valencia Club de Fútbol, Atlético de Madrid, Real Club Deportivo Espanyol, Málaga Club de Fútbol, Cádiz Club de Fútbol, Córdoba Club de Fútbol, Real Valladolid, Real Zaragoza, Deportivo de La Coruña, Racing de Santander, Athletic Club, Recreativo de Huelva, Xerez CD, Osasuna, Real Mallorca, Real Murcia y al F. C. Barcelona que enviaron representantes a su entierro.
Poco después se tenía que celebrar el partido de la Supercopa de Europa entre el Sevilla y el A. C. Milan, en el que los jugadores de ambos equipos saltaron al terreno de juego con el apellido Puerta debajo de sus respectivos dorsales y se le rindieron homenajes por parte de ambos equipos. El milanista Clarence Seedorf tapó su nombre cuando fue sustituido para mostrar únicamente el de Puerta; el campeón, el A. C. Milan, le brindó la Supercopa.
El 13 de mayo de 2008 se jugó un partido amistoso homenajeando a Antonio Puerta que enfrentó al Sevilla F. C. contra una selección mundial formada por Iker Casillas, Sergio Ramos, Raúl, Eto'o, Thierry Henry, Drogba, Eboue y Adebayor. El partido, bajo el título de Champions for Africa, también sirvió para recaudar fondos para la «Ciudad de los niños de Malí» con la colaboración de Unicef.[cita requerida]
El Sevilla anunció su intención de retirar el dorsal número 16 que portaba Puerta hasta que su hijo cumpliera los dieciocho años. Sin embargo, una norma de la Real Federación Española de Fútbol y de la LFP impide que pueda ser retirado y obliga a que lo lleve otro jugador. El canterano David Prieto fue el primero en portarlo después del fallecimiento de Puerta.
El 27 de abril de 2010, cuatro años después de que marcara el gol ante el Schalke 04 que le daba el pase al Sevilla a la final de la copa de la UEFA del año 2006, se descubrió una estatua que representa su figura durante un partido con la camiseta del Sevilla, en la ciudad deportiva del club. En la placa que está a los pies de la estatua aparecen los títulos que consiguió con el Sevilla y un escrito en el cual pone: «Tu zurda nos regaló un sueño que cambió nuestras vidas, comenzando desde entonces una de las etapas mas gloriosas de nuestro club. Gracias Antonio».
Tras la muerte del jugador, la LFP obliga a tener un desfibrilador en todos los estadios de fútbol de Primera y Segunda división. Gracias a eso se salvó la vida, por ejemplo, del futbolista Miguel Ángel García el 24 de octubre de 2010 en Salamanca en el partido que enfrentaba a la U. D. Salamanca y al Real Betis Balompié correspondiente a la 9.ª jornada de la Liga Adelante.
Los sevillistas más veteranos recordaban a Pedro Berruezo fallecido en idénticas circunstancias en 1973. Dos años después, en 2009, moriría también por un infarto en agosto Dani Jarque, jugador del Español, y que se había enfrentado a Puerta en varios partidos, incluido la final de UEFA 2007.

## Trofeo Antonio Puerta
En agosto de 2008, el Sevilla F. C. creó el Trofeo Antonio Puerta, obra del escultor Roberto Echevarría y el orfebre Juan Borrero Campos. Es una pieza en medio relieve y en plata de ley que representa la equipación nervionense con la anatomía de Antonio Puerta y su dorsal a la espalda. Los colores utilizados son el rojo terciopelo para el fondo y la plata simbolizando el blanco de la camiseta sevillista. Este trofeo se disputa antes del comienzo de la temporada, a finales de agosto, y sustituye al tradicional partido de presentación que disputaba el Sevilla F. C. en su estadio antes de comenzar la temporada.
El 23 de agosto de 2008 se disputó su I edición en el estadio Ramón Sánchez Pizjuán, donde se enfrentaron el Sevilla F. C. y el Málaga C. F., los equipos que disputaron el partido en el que había debutado Antonio Puerta en Primera división. Antes del comienzo del partido se realizaron una serie de actos en los que se le entregó a Aitor Puerta, hijo del jugador, su carné de socio y una camiseta del Sevilla con su nombre. También se proyectaron en el videomarcador imágenes del jugador y justo antes del partido se guardó un minuto de silencio.
El 19 de julio de 2023 se disputó la séptima edición, «Antonio Puerta XII», pero también se celebró la primera edición del Torneo UEFA-Conmebol Desafío de Clubes, que enfrentó al Independiente del Valle (Ecuador) y al Sevilla FC (España). El club ganador obtuvo el Trofeo Antonio Puerta.

## Estadísticas

### Clubes
| Club                   | Temporada     | Div.          | Liga  | Liga  | Copa  | Copa  | Internacional | Internacional | Otros | Otros | Total | Total |
| Club                   | Temporada     | Div.          | Part. | Goles | Part. | Goles | Part.         | Goles         | Part. | Goles | Part. | Goles |
| ---------------------- | ------------- | ------------- | ----- | ----- | ----- | ----- | ------------- | ------------- | ----- | ----- | ----- | ----- |
| Sevilla F. C. · España | 2003-04       | 1.ª           | 1     | 0     | 0     | 0     | 0             | 0             | 0     | 0     | 1     | 0     |
| Sevilla F. C. · España | 2004-05       | 1.ª           | 6     | 1     | 3     | 0     | 0             | 0             | 0     | 0     | 9     | 1     |
| Sevilla F. C. · España | 2005-06       | 1.ª           | 17    | 2     | 0     | 0     | 12            | 3             | 0     | 0     | 29    | 5     |
| Sevilla F. C. · España | 2006-07       | 1.ª           | 30    | 2     | 6     | 0     | 10            | 0             | 1     | 0     | 47    | 2     |
| Sevilla F. C. · España | 2007-08       | 1.ª           | 1     | 0     | 0     | 0     | 0             | 0             | 1     | 0     | 2     | 0     |
| Total carrera          | Total carrera | Total carrera | 55    | 5     | 9     | 0     | 22            | 3             | 2     | 0     | 88    | 8     |
| 1. 2.                  |               |               |       |       |       |       |               |               |       |       |       |       |

## Palmarés

### Títulos nacionales
| Título              | Club          | País   | Año  |
| ------------------- | ------------- | ------ | ---- |
| Copa del Rey        | Sevilla F. C. | España | 2007 |
| Supercopa de España | Sevilla F. C. | España | 2007 |

### Títulos internacionales
| Título               | Club                       | Sede      | Año  |
| -------------------- | -------------------------- | --------- | ---- |
| Juegos Mediterráneos | Selección de España sub-23 | Almería   | 2005 |
| Copa de la UEFA      | Sevilla F. C.              | Eindhoven | 2006 |
| Supercopa de Europa  | Sevilla F. C.              | Mónaco    | 2006 |
| Copa de la UEFA      | Sevilla F. C.              | Glasgow   | 2007 |

## Premios, reconocimientos y distinciones
- Medalla de Oro de la Real Orden del Mérito Deportivo, otorgada por el Consejo Superior de Deportes (2007)